# Elachista oxycrates
Elachista oxycrates es una polilla de la familia Elachistidae. Fue descrito por Meyrick en 1932. Se encuentra en Sri Lanka.